# Raga
 Der er for få eller ingen kildehenvisninger i denne artikel, hvilket er et problem. Du kan hjælpe ved at angive troværdige kilder til de påstande, som fremføres i artiklen.

Raga er en traditionel indisk musik-genre.
Teknisk forstået er raga de strukturer hvorpå det melodiske arbejde i denne musiktradition hviler, og lydbilledet kan minde om en mellemting mellem en skala og en melodi. Specielt danner raga'en en ramme for improvisation - såsom parafrasering.
Raga'ens hovedinstrument er Sitar'en.
Indien er et stort land med mange afvekslende traditioner, og det afspejles også i raga musikken.
Nok er raga det stærkt traditionsbundne fundament for melodisk udfoldelse, men det er en tradition, hvor ældgamle ragaer eksisterer ved siden af nye. Disse nye ragaer kan være udviklinger af gamle ragaer, kombinationer af flere gamle ragaer eller det kan være en helt ny raga komponeret ind i en på en gang traditionel og nærværende levende tradition.

## En ordforklaring
Rāga, rāg, rākam - fænomenet benævnes forskelligt alt efter hvor i Indien man befinder sig og hvilken sproglig gren man tilhører. Ordet raga kommer fra ranj, som på sanskrit betyder at farve noget (egentlig rødt), og det henføres til en farvning af sjælen - man bliver berørt, behaget, indsmigret m.m. - måske ligesom kirkemusikkens passion.
Raga kan vanskeligt begrebsliggøres kun ved at benytte den vestlige musiks tekniske begreber:

A rāga is not a tune, nor is it a ‘modal’ scale, but rather a continuum with scale and tune as its extremes. (Foster 1980, §III, 2, i)

Citatet afslører vanskelighederne ved at finde en dækkende betegnelse; en raga beskrives som værende noget svævende et sted mellem en skala og en melodi, uden dog at være nogen af delene. En skala har, i vestlig forstand, ingen æstetisk værdi som sådan og er blot et skelet, en ramme af udvalgte toner. En melodi, derimod, må foventes at have æstetisk værdi.
Begrebet raga kan på den måde beskrives som noget der er et sted mellem det ramme-mæssige, neutrale og det færdige udtryk med æstetisk værdi.
De følgende punkter er eksempler på forskellige sproglige sammenhænge, hvori begrebet raga indgår:
- En dygtig musiker kan fremføre en raga, således at den udfoldes og afslører dens indre æstetiske væsen til den trænede lytter.

Begrebet raga bruges om noget, der kan fremføres. Det passer udmærket på ragaens egenskaber i retning af melodi-begrebet.
- Sangen er komponeret i raga Janpuri

I denne kontekst indikerer begrebet raga en ramme og ikke et færdigt melodisk udtryk.
- Der komponeres nye ragaer hele tiden.

Her er ragaen noget der kan komponeres.
Den særprægede raga er, alt efter sammenhæng, et færdig-komponeret stykke musik og retningslinjerne for en sådan komposition, såvel som ny-komponerede retningslinjer.

## Det tonale grundmateriale
I indisk klassisk musik bruges ikke et fastlåst tonesystem med udvalgte og fastlagte svingningstal. Det system der bruges kan sammenlignes med solfege-systemet (do-re-mi…). Ligheden ligger i, at det er et relativt system, der i princippet kan tage sit udgangspunkt i en tone med hvilken som helst frekvens.
Grundtonen kaldes Ṣadj, og det er den første af 7 såkaldte śuddh svar - en række af grundlæggende toner:
Ṣadj, Riṣabh, Gāndhār, Madhyam, Pañcam, Dhaivat og Niṣād - forkortet til stavelserne: Sa, Re, Ga, Ma, Pa, Dha og Ni. Efter Ni begynder rækken forfra i et nyt register med Sa, Re osv... Intervallet fra én svar til den samme svar registret over er identisk med tone-intervallet i en oktav - dvs. at frekvensen fordobles.
Nogle af disse śuddh svar kan altereres (hæves eller sænkes). Disse altererede toner kaldes vikrit svar:
Tonerne Re, Ga, Dha og Ni findes i en sænket udgave, mens kun Ma kan hæves. En sænket tone benævnes komal, og en hævet benævnes tīvr.
Eksempelvis er Re komal og Ma tīvr begge vikrit svar - altså henholdsvis en sænket og en hævet udgave af de to śuddh svar: Re og Ma.
Første tone, Sa, og femte tone, Pa, er faste og kan hverken sænkes eller hæves.
Det kan summeres op til i alt 12 toner (svar) - de 7 śuddh svar + 5 vikrit svar.
Det er en slags flytbar (abstrakt/teoretisk) udgave af det veltempererede tonesystem, ex. på klaveret repræsenteret af de 7 hvide og 5 sorte tangenter (12-tone systemet).
Hvor man i vesten taler om oktaver, taler man i Indien om saptak - dvs. grupper af 7 toner gående fra Sa op til og med Ni. Disse saptak (eller registre om man vil) benævnes madhy (mellemregistret), tār (det høje register) og mandr (det lave). I nogle tilfælde kan man tale om at et ekstra højt eller lavt register, men oftest er det de 3 førnævnte som benyttes.
I dag er den benyttede grundskala dog i praksis ofte meget nært beslægtet med den vestlige 12-toneskala. Dette skyldes bl.a. også, at vestlige instrumenter i fast tempereret stemning som f.eks. harmoniummet har vundet større indpas i indisk musik .

### Intonation
Tilsyneladende har den klassiske indiske musiktradition ikke tidligere haft brug for et veltempereret, fastlåst system, og karakteriseres ikke af store harmoniflader, akkordisk udvikling og modulation.
Der er derimod i højere grad fokus på udfoldelsen og udviklingen af en enkelt melodilinie og dennes komplekse forhold til drone(r) og rytmik. En slående detalje i denne forbindelse er, at de fleste indiske instrumenter ikke er fastlåst til én stemning. Eksempelvis har de fleste strengeinstrumenter flytbare bånd.
In general, intonation is governed by the individual musician’s feeling for intervals. Except for the simple consonances of the ground note, octave, fifth and fourth, these only approximate to a twelve semitone standard. Electronic analysis has confirmed that there is variation in intonation from one musician to another as well as for a single musician during the course of a performance. (Jairazbhoy 1971, 34)
Således beskriver Jairazbhoy et væsentligt aspekt:
Den specifikke intonation er i højere grad bestemt af musikerens fornemmelse end af fastlagte vedtægter - bemærkelsesværdigt, set i lyset af den vestlige trang til faste systemer og klart optrukne linjer. Hvor det måske kan synes vagt og inkonsekvent for den vestlige musiker, vil den indiske musiker se det som en åbenhed og mulighed for nuancering i tonematerialet.
I indisk musikteori findes også en ældre inddeling af 'oktaven' i 22 såkaldte śruti. Den mikrotonale inddeling har ikke fungeret som en skala i vestlig forstand (f.eks. den kromatiske skala), men de 22 śruti har været (og bliver til dels stadig) opfattet som små teoretiske grundsten, hvorpå det i praksis anvendte tonemateriale hviler.
Her skal nævnes at śruti, selvom i dag af mindre reel praktisk betydning, kan være med til at forklare fascinationen for mikrotonal variation i klassisk indisk musik. Herunder bl.a. det at man i visse ragaer sænker eller hæver en tone lidt ekstra. I tilfælde med en ekstra sænket tone betegnes tonen som ati komal, og i tilfælde med en ekstra hævet tone betegnes den som tivratar.

## Ragaens grammatik
Som et enkelt udgangspunkt består en raga blot af en række udvalgte toner.
Mindst 5 af de 7 svar skal, ifølge traditionen, være repræsenteret i en raga - enten i śuddh eller vikrit position . Ragaer hvor alle 7 svar indgår, benævner man sampūrn, som betyder komplet.
I forbindelse med disse toner har enhver raga en mængde musikalske karakteristika.
Nogle af disse karakteristika i den enkelte raga slår igennem som modeller for opadgående (āroh) og nedadgående (avroh) melodiske bevægelser.
Der er ofte forskel på, hvilke toner der benyttes i opadgående og nedadgående bevægelser. Man kan betragte āroh-avroh -modellerne som første trin i en karakterisering af ragaernes iboende melodiske væsen. Det næste trin på trappen er et eller flere korte melodiske nøgle-motiver. Disse nøgle-motiver kaldes pakar og de er meget karakteriserende.
Svarvistār eller chalan er ligeledes en slags grammatiske retningslinjer for ragaen.
Det er en lidt længere og mere indgående melodisk karakterisering af ragaen:

A raga is more dynamic, far more complex and less fixed than a melodic outline; however, a chalan composed by a master musician can disclose its basic grammar, and the treatment and melodic context of each tone. (Bor, 2)
Begreberne vadi og samvadi henviser til de to mest værdifulde toner i en raga. Vadi tillægges ekstra vigtighed og opmærksomhed og bliver i højere grad melodisk betonet. Samvadi er den tone i ragaen, der er af næsthøjest vigtighed.
Ragaen indeholder også en mængde melodisk potentiale. Det er selvfølgelig langt fra at være en fyldestgørende beskrivelse, men refererer altså her til de glissader, triller, stiknoder m.m., man hører i løbet af en raga-fremførelse. Hvor disse fænomener i vestlig musik kan betragtes som noget ekstra dekorativt pynt, er de i klassisk indisk musik en helt essentiel og uundværlig del. De findes indbygget i ragaens melodiske karakteristika, i form af informationer om, hvilke toner der udsmykkes hvordan. Eksempelvis kan en tone være en del af en lang glissade, eller være en tone man triller på osv.

### Instrumentering
Udover citar findes percussion-instrumenter, drone-instrumenter, blæseinsrumneter (især i sydindisk tradition, hvor citaren sjældent forekommer)[kilde mangler] og vokal-stemmer.
Dronen er det altid tilstedeværende melodiske referencepunkt - en slags harmonik. Konsonans og dissonans, spænding og forløsning er udspændt mellem drone og melodi. Dronen bliver ofte spillet på et instrument som tambūrā (en) eller ektara, et mere enkelt strenge-instrument end sitar'en, og vil altid mindst klinge på grundtonen Sa . Derudover benyttes ofte en sekundær drone, der klinger sammen med den primære. Denne sekundære drone vil som regel være 5. tone, Pa, eller 4. tone, Ma, alt afhængig af deres vigtighed i den enkelte raga.
Hvor ragaen er den melodiske basis i en performance, er talaen det rytmiske fundament. En tala er en metrisk, dvs. konsistent inddeling af tiden i perioder og betoninger. Talaen danner basis for det primære rytmebærende instrument, tablā - 2 små trommer der dog også er i stand til at variere tonehøjden . I en raga-opførelses prækomponerede del, gat i instrumentale opførelser og cīs i vokale, vil raga og tala smelte sammen således, at talaens rytme afspejles i både melodi og drone. Talaen kan sammenlignes med takten i den vestlige musik, men dog langt fra de typiske 4 eller 3 fjerdedele og mere kompleks.

### Klassificering
Der er i tidens løb gjort forskellige forsøg på at inddele ragaerne i grupper. Den mest brugte inddeling er nok ṭhāt-systemet, som blev til i begyndelsen af det 20. århundrede, ved V. N. Bhatkhande. Klassificeringen bygger på en inddeling af ragaerne efter 10 ṭhāt som er en slags grundskalaer. Dog har systemet sine begrænsninger - bl.a. det at de 10 ṭhāt er 7-toneskalaer, hvilket gør det vanskeligt at indpasse ragaer med 5 eller 6 toner .
De ofte temmelig lange raga-fremførelser bygger i reglen på denne form:
Ālāpana’en består af 3 improviserede afsnit, mens den afsluttende Gat/Cīz er et relativt kort prækomponeret stykke. Dette er den klassiske raga-form, men ragaens aftryk findes dog også i andre og knap så regelbundne musikformer. Eksempelvis har den indiske filmmusik hentet megen inspiration fra ragaerne, og det samme gælder faktisk stort set al indisk musik.

## Ragaens kunst
Som nævnt antyder ordets etymologi, at ragaen er i stand til at ’farve’ sjælen.
I gammel indisk musikteori dannedes ideerne om nava rasa, som henviser til 9 grund-stemninger eller sindstilstande, som også musikken var i stand til at indfarve sjælen i. Disse 9 var:
- Kærlighed/erotik, heroisme, afsky, vrede, munterhed, frygt, medlidenhed, forundring og ro.

Ragaen er således måske bedst forstået som musik, dette fænomen der evner at fremkalde specifikke stemninger og følelser. Den allerførste definition af raga, der stammer fra musikteoretikeren Matangas traktat Brihaddeśī fra omkring år 800 e.kr., viser en lignende fokusering på dens følelsesmæssige indvirkning:
In the opinion of the wise, that particularity of notes and melodic movements, or that distinction of melodic sound by which one is delighted, is raga
Og et andet eksempel, fra Joep Bor om ragaen Bhairav:

Some musicians believe that Bhairav still represents awesome grandeur,horror and fright. Yet this solemn raga is usually found to evoke peace and devotion, with a shade of melancholy. (Bor, 32)

Ud over den rasa som den enkelte raga tillægges, bliver ragaerne ofte associeret med bestemte årstider eller bestemte tider på dagen. Således menes Raga Khamaj at være velegnet til fremførelse i de sene timer fra kl. 2400 til 0300 , mens Raga Miyan ki malhar egner sig til fremførelse hele døgnet i løbet af regntiden - ellers ved midnatstid.
På samme måde kan ragaerne associeres med det feminine eller det maskuline væsen. Heraf stammer den inddeling i ragina (det feminine) og raga (det maskuline), man risikerer at støde på.
Den klassiske indiske musik er uadskilleligt forbundet med hinduismen og dens filosofi. Den klassiske musik udspringer af en tradition, hvor kunst indebærer en form for gudsdyrkelse. På den måde kan eksempelvis en sang om en mands erotiske begær til en kvinde samtidig ses som en besyngning af kærlighedsguden. Skellet mellem det sekulære og det religiøse er i det hele taget ikke så skarpt optrukket. Hinduismen er filosofi og kultur såvel som religion. Ragaens guddommelige aspekt afspejler sig også i det faktum, at mange af ragaerne bærer navne på hinduistiske guder.
Fra det 16. til det tidlige 19. århundrede findes afbildninger af ragaerne, de såkaldte rāga-mālā-malerier. Men:

(..), writers on music stress the aesthetic autonomy of music itself; the ethos of the rāga, to be understood, has to be experienced in sound rather than simply described. (Foster 1980, §III, 7)

Ragaen som idé er en uhåndgribelig svævende musikalsk entitet, der kun eksisterer i bevidstheden (eller traditionen?). Karakteriseringerne af ragaen er blot et værktøj - et forsøg på at beskrive og tilnærme sig denne musikalske enhed. I denne tankegang bliver fremførelsen af en raga en form for tilnærmelse - musikernes klingende fortolkning og formidling af en mere uhåndgribelig musikalsk idé.

### Improvisation
Hvor raga'en befinder sig i et melodi⇿skala kontinuum repræsenterer den et færdigt design eller et design-koncept.
Holroyd (1972) har fundet at improvisation er et nøgleord:

The performer is (...) free to improvise almost eighty per cent of the time if he is an accomplished Ustad or Pandit. (Holroyd 1972, 150-151)

Fremførelsen af raga'en er en performance session og karakteriseret af musikernes improvisationer over og udfoldelse af ragaen.
Improvisation tager sit udgangspunkt i ragaen og dens karakteristika, og solisten er på en gang fri til at improvisere og på samme tid bundet i sin improvisation til ragaens retningslinjer.

The vocalist or instrumentalist is working within strictly defined rules, never written and only set down in ‘scaffolded’ notation in the various treatises. (Holroyd 1972, 151)

Den improviserende musiker finder i ragaen en iboende æstetisk karakter og et følelsesmæssigt indhold. Herigennem belyses nye sider af ragaen som også kan havne noget sted udenfor de gængse rammer og på denne måde tilføre ragaen noget nyt.

## Eksterne links
- The Raga Guide
- Tambura lignende instrumenter (tanbur)